# Polícia Civil do Distrito Federal
A Polícia Civil do Distrito Federal (PCDF) é órgão do sistema de segurança pública ao qual compete, nos termos do artigo 144, § 4º, da Constituição Federal as funções de polícia judiciária no Distrito Federal brasileiro, apurando as infrações penais, exceto as de natureza militar. Atualmente a instituição é dirigida pelo delegado-geral José Werick de Carvalho.